# 2011 en rugby à XV
Cette page présente les faits marquants de l'année 2011 en rugby à XV : les principales compétitions et évènements liés au rugby à XV et rugby à sept ainsi que les décès de grandes personnalités de ces sports.

## Principales compétitions
- Celtic League (du 3 septembre 2010 au 28 mai 2011)
- Currie Cup (du 16 juillet au 29 octobre 2011)
- Challenge européen (du 7 octobre 2010 au 21 mai 2011)
- Championnat d'Angleterre (du 3 septembre 2010 au 28 mai 2011)
- Championnat de France (du 13 août 2010 au 4 juin 2011)
- Coupe anglo-galloise (du 5 novembre 2010 au 19 mars 2011)
- Coupe d'Europe (du 8 octobre 2010 au 22 mai 2011)
- Coupe du monde (du 9 septembre au 23 octobre 2011)
- Super 15 (du 18 février au 9 juillet 2011)
- Tournoi des Six Nations (du 4 février au 19 mars 2011)
- Tri-nations (du 23 juillet au 27 août 2011)

## Événements

### Janvier
- 30 janvier : les Sanyo Wild Knights remportent le Championnat du Japon en battant en finale le Suntory Sungoliath sur le score de 28 à 23[1].

### Février

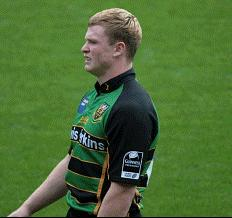
Chris Ashton marque quatre essais lors du match du Tournoi contre l'Italie.

- 5 février : la Nouvelle-Zélande remporte la troisième étape des IRB Sevens World Series qui se déroule à Wellington. Les Néo-Zélandais battent les Anglais en finale sur le score de 29 à 14, rejoignant à cette occasion les Anglais en tête du classement général[2].
- 12 février : Chris Ashton devient le premier joueur de l'histoire du Tournoi des Six Nations depuis l'intégration de l'Italie dans la compétition en 2000 à inscrire quatre essais au cours d'un même match. C'est d'ailleurs contre les Italiens qu'il franchit la ligne d'essai par quatre fois lors de la large victoire 59-13 des Anglais[3].
- 13 février : l'Afrique du Sud remporte la quatrième étape des IRB Sevens World Series disputée à Las Vegas. En finale, les Sud-Africains disposent des Fidji sur le score de 24 à 14[4].
- 22 février : un séisme de magnitude 6,3 frappe la région de Canterbury en Nouvelle-Zélande provoque de nombreux dégâts matériels à Christchurch qui doit accueillir sept matchs de la Coupe du monde en septembre[5]. En raison de ce séisme, les Crusaders ne souhaitent pas disputer leur premier match à domicile du Super 15 contre les Hurricanes et, avec l'accord des deux équipes, l'organisation décide que le match ne sera pas disputé et qu'un match nul est attribué aux deux équipes qui marquent chacune deux points sur un score de zéro partout[6].

### Mars
- 12 mars : les Italiens battent les Français pour la première fois dans l'histoire du Tournoi. Longtemps menée au score, la sélection italienne renverse la vapeur à la 75e minute grâce à une pénalité de Mirco Bergamasco qui offre la victoire 22 à 21 à son équipe[7].
- 19 mars : l'Angleterre, battue par l'Irlande lors de la dernière journée du Tournoi remporte la compétition mais manque le Grand Chelem[8]. Par ailleurs, l'Angleterre réalise le triplé puisque les femmes et les moins de 20 ans remporte également leur Tournoi.
- 20 mars : Gloucester remporte la coupe anglo-galloise en battant en finale 34-7 les Newcastle Falcons. Après deux finales perdues en 2009 et 2010, le club de Gloucester remporte cette troisième finale consécutive[9].
- 27 mars : les Crusaders ne disposant plus de stade en raison du tremblement de terre survenu le 22 février, les matchs à domiciles du Super 15 sont tous relocalisés. La rencontre contre les Sharks est joué au Stade de Twickenham à Londres, un e première dans l'histoire de la compétition. Une partie des recettes est reversée à la ville de Christchurch[10]. Les Crusaders gagnent la rencontre 44 à 28 lors d'un festival offensif avec neuf essais marqués[11].
- 27 mars : la Nouvelle-Zélande remporte la cinquième étape des IRB Sevens World Series qui se déroule à Hong Kong. Les Néo-Zélandais battent les Anglais en finale sur le score de 29 à 12, prenant seuls la tête du classement général[12].
- 30 mars : le comité d'organisation de la Coupe du monde et la fédération néo-zélandaise de rugby à XV annoncent qu'aucun match ne sera disputé à l'AMI Stadium de Christchurch en raison des dégâts causés par le tremblement de terre du 22 février et de l'incertitude à rétablir à temps les infrastructures nécessaires au bon déroulement de la compétition. Les cinq rencontres de poules initialement prévues sont toutes relocalisées dans les autres stades[13].

### Avril
- 3 avril : la Nouvelle-Zélande remporte la sixième étape des IRB Sevens World Series qui se déroule à Adélaïde, leur quatrième victoire dans la compétition. Les Néo-Zélandais battent les Sud-Africains en finale sur le score de 28 à 20 et consolident ainsi leur première place au classement général[14].

### Mai
- 7 mai : le Kituro Rugby Club devient champion de Belgique après avoir battu les tenants du titre du Boitsfort Rugby Club en finale sur le score de 13 à 8. C'est le quatrième titre pour le club de Schaerbeek[15].
- 10 mai : Tom Wood, le deuxième ligne des Northampton Saints reçoit le Premiership player of the season award décerné par la Premier Rugby Limited[16].
- 20 mai : les Harlequins remportent le Challenge européen en disposant du Stade français en finale sur le score de 19 à 18[17].
- 21 mai : l'équipe du Leinster remporte la Coupe d'Europe face aux Northampton Saints sur le score de 33 à 22 dont 28 points de Jonathan Sexton[18]. C'est le second titre de la province irlandaise après celui obtenu en 2009.
- 22 mai : la Nouvelle-Zélande est couronnée championne des IRB Sevens World Series bien qu'ayant été éliminée en demi-finale de l'avant dernière étape disputée à Londres. Ce sont les Sud-Africains qui remporte l'étape londonienne en battant en finale les Fidji sur le score de 24 à 14[19].
- 25 mai : Sean O'Brien, troisième-ligne international du Leinster est élu meilleur joueur des compétitions européennes de la saison 2010-2011 par l'ERC[20].
- 28 mai : le Munster remporte la Celtic League en disposant du Leinster en finale sur le score de 19 à 9, empêchant ces-derniers de réaliser le doublé Coupe d'Europe-Celtic League[21].
- 28 mai : les Saracens deviennent champions d'Angleterre après avoir battu en finale du tenant du titre, les Leicester Tigers, sur le score de 22 à 18[22],[23]. C'est le premier titre des Sarries dans la compétition et cette victoire empêche les Tigers de réaliser le triplé après leurs victoires en 2009 et 2010.
- 28 mai : le championnat d'Italie est remporté par le Petrarca Padoue qui a bat le Rugby Rovigo en finale sur le score de 18 à 14[24].
- 29 mai : l'Afrique du Sud remporte la dernière étape des IRB Sevens World Series disputée à Édimbourg en battant sur le fil les Australiens en finale sur le score de 36 à 35[25].

### Juin
- 4 juin : le Stade toulousain remporte le championnat de France face à Montpellier lors de la finale gagnée 15 à 10 au Stade de France[26].
- 4 juin : les Barbarians battent le pays de Galles au Millennium Stadium sur le score de 31 à 28[27].

- 8 juin : un nouvel accord de partenariat est établi pour quatre saisons entre la banque néerlandaise Rabobank et les dirigeants de la Celtic League. La compétition est rebaptisée en RaboDirect Pro12[28],[29].
- 26 juin : la Nouvelle-Zélande remporte le Championnat du monde des moins de 20 ans en battant les Anglais en finale sur le score de 33 à 22. C'est la quatrième titre en quatre éditions de la compétition pour les Colts[30].

### Juillet
- 9 juillet : les Queensland Reds remportent la première édition du Super 15 en battant en finale les Crusaders sur le score de 18 à 15. Will Genia offre la victoire a ses coéquipiers en marquant un essai sur un exploit individuel à dix minutes de la fin du match[31].
- 13 juillet : le Japon remporte pour la première fois de son histoire la Pacific Nations Cup grâce à une victoire bonifiée obtenue dans les dernières minutes de jeu contre les Fidji[32].
- 17 juillet : les Samoa battent les Australiens sur le score de 32 à 23 lors d'un test match disputé au Stadium Australia de Sydney, grâce notamment à quatre essais. C'est la première victoire de l'histoire des Samoans en cinq confrontations avec les Australiens[33].

- 22 juillet : la Nouvelle-Zélande bat largement les Fidji lors d'un test match disputé à Dunedin pour récolter des fonds pour les victimes du tremblement de terre de Christchurch. Les All-Black marquent huit essais et en concèdent deux[34].

### Août
- 6 août : lors de la première série des test matchs de préparation pour la coupe du monde, l'Écosse bat l'Irlande sur le score de 10 à 6 grâce à un essai de Joe Ansbro en fin de rencontre[35], les Anglais dominent les Gallois 23 à 19[36] et le Canada bat les États-Unis sur le score de 28 à 22[37].

- 13 août : lors de la seconde journée de matchs de préparation à la coupe du monde, les Fidji battent les Tonga sur le score de 27-12[38], les Gallois prennent leur revanche sur les Anglais qu'ils dominent 19 à 9[39], l'Italie bat le Japon 31-24[40], la France gagne 19-12 contre l'Irlande[41] et la Canada bat une seconde fois les États-Unis sur le score de 27 à 7[42].

- 19 août : les Fidji concèdent une défaite 20 à 32 à domicile contre les Tonga qui prennent leur revanche du match de la semaine précédente[43].

- 20 août : lors de cette dernière série de matchs de préparation, le pays de Galles domine l'Argentine sur le score de 28 à 13[44], l’Écosse bat l'Italie 23-12[45] et les Français remportent une seconde victoire sur les Irlandais en allant les battre 26 à 22 à Dublin[46].

- 21 août : le Japon bat les États-Unis sur le score de 10 à 14[47].

- 27 août : l'Australie remporte le tri-nations 2011 grâce à sa victoire 25 à 20 sur la Nouvelle-Zélande lors du dernier match. Les Néo-Zélandais terminent deuxièmes de la compétition et se consolent avec la Bledisloe Cup qu'ils conservent[48].
- 27 août : les Anglais, dans leur dernier match de préparation, obtiennent une victoire 20 à 9 contre les Irlandais, battus une nouvelle fois dans leur enceinte de l'Aviva Stadium après la défaite concédée face aux Français la semaine précédente[49].

### Septembre
- 3 septembre : l'équipe de Canterbury remporte le ITM Cup an battant en finale la province de Waikato sur le score de 12 à 9. C'est le quatrième titre consécutif dans la compétition pour la province de Canterbury[50].
- 9 septembre : lors de l'ouverture de l'édition 2011 de la coupe du monde de rugby à XV en Nouvelle-Zélande, les All Blacks dominent les Tonga sur le score de 41 à 10, marquant six essais contre un seul pour les Tongiens.

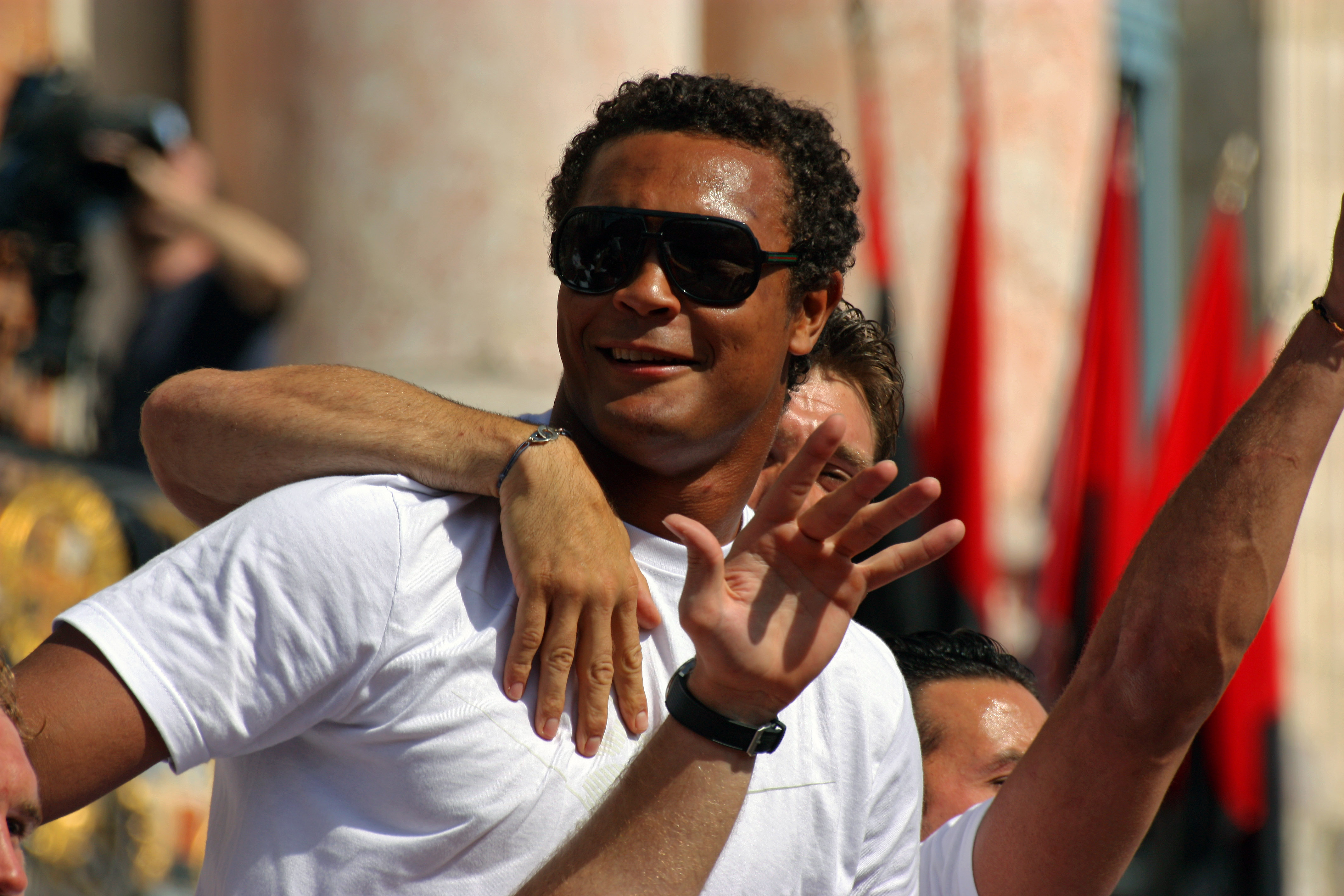
Thierry Dusautoir est élu meilleur joueur du monde IRB 2011.

### Octobre
- 21 octobre : l'équipe d'Australie remporte la petite finale en dominant les Gallois 21 à 18 et termine troisième de la coupe du monde[51].
- 23 octobre : les All Blacks dominent l'équipe de France 8 à 7 en finale de la coupe du monde et s'adjugent la coupe Webb Ellis pour la seconde fois de leur histoire 24 ans après leur premier sacre en 1987[52].
- 24 octobre : Thierry Dusautoir est élu meilleur joueur du monde IRB devançant les Néo-Zélandais Piri Weepu, Jerome Kaino, Ma'a Nonu et les Australiens David Pocock et Will Genia. Dans le même temps, la Nouvelle-Zélande est élue équipe de l'année et Graham Henry entraîneur de l'année[53].
- 29 octobre : les Golden Lions remportent la Currie Cup en battant les Natal Sharks en finale sur le score de 42 à 16. C'est le dixième titre des Lions dans la compétition, douze ans après leur dernière victoire en 1999[54].

### Novembre
- 26 novembre : l'équipe d'Australie bat largement 60 à 11 les Barbarians lors d'un test match disputé au stade de Twickenham. Les Wallabies marquent huit essais contre un seul pour les Barbarians[55].

- 26 novembre : les Fidji remportent la première étape des IRB Sevens World Series disputée à Gold Coast en Australie en dominant la Nouvelle-Zélande en finale sur le score de 26 à 12[56].

### Décembre
- 3 décembre : l'équipe d'Australie remporte son test match disputé au Millennium Stadium de Cardiff contre les Gallois sur le score de 24 à 18. Ce match est le dernier de l'ailier Shane Williams qui a décidé de prendre se retraite internationale[57].

- 3 décembre : l'équipe d'Angleterre remporte la deuxième étape des IRB Sevens World Series disputée à Dubaï en dominant en finale la France sur le score de 29 à 12[58].
- 10 décembre : l'équipe de Nouvelle-Zélande remporte la troisième étape des IRB Sevens World Series disputée à Port Elizabeth en dominant en finale l'Afrique du Sud sur le score de 31 à 26[59].
- 12 décembre : Bernard Lapasset est réélu à la présidence de l'International Rugby Board pour un nouveau mandat de quatre ans. Il recueille quatorze votes favorables alors que son concurrent, l'anglais Bill Beaumont, n'en recueille que douze[60].

## Principaux décès
- 26 janvier : Robert Baulon, international français ayant été sélectionné à dix-huit reprises et notamment participé à la tournée victorieuse de 1958 en Afrique du Sud meurt à son domicile d'Anglet à l'âge de 80 ans[61],[62].
- 13 juin : René Brejassou deuxième ligne international français double vainqueur du Tournoi des Cinq Nations en 1954 et 1955, décède à son domicile de Laloubère à lâge de 81 ans[63].
- 17 juin : David Brockhoff joueur puis entraîneur de l'équipe d'Australie décède à l'âge de 82 ans[64].
- 28 juillet : Albert Ferrasse champion de France en 1945 avec le SU Agen puis président de la FFR de 1968 à 1991, meurt chez lui à Agen à l'âge de 93 ans[65].
- 7 octobre : Léon Berho, talonneur de l'US Dax de 1956 à 1969 trois fois finaliste du Championnat de France, meurt à l'âge de 79 ans[66].
- 16 octobre : Paul Garrigues, deuxième ligne du Stade toulousain puis du SC Pamiers, vice-champion de France en 1969, décède à l'âge de 67 ans[67].
- 13 novembre : Solly Tyibilika, premier joueur noir sud-africain à avoir marqué un essai pour les Springboks meurt abattu dans un bar du Cap à l'âge de 32 ans[68].
- 13 décembre : Joseph Navarro, triple champion de France en 1971, 1972 et 1974 avec l'AS Béziers, meurt à l'âge de 65 ans à son domicile de Béziers[69].